# STAYC
STAYC (koreanisch 스테이씨) ist eine südkoreanische Girlgroup der vierten K-Pop-Generation, die 2020 vom Label High Up Entertainment gegründet wurde. STAYC besteht aus sechs Mitgliedern: Sumin, Sieun, Isa, Seeun, Yoon und J. Die Gruppe debütierte am 12. November 2020 mit dem Single-Album Star to a Young Culture. Der offizielle Fanclub-Name lautet Swith.

## Geschichte

### Aktivitäten vor dem Debüt
Bevor Sieun zu High Up Entertainment kam, war sie Trainee bei JYP Entertainment. Sie war auch Schauspielerin. Im K-Dram Still 17 verkörperte sie die Rolle der jungen Woo Seo-ri. Für ihre Darstellung erhielt sie bei den SBS Drama Awards 2018 den Youth Acting Award als beste Nachwuchsschauspielerin.
Seeun war bekannt als Schauspielerin und trat in Shows wie „The Guardians“ und „Circle“ auf.
Vor ihrem Debüt wurde die Girlgroup von High Up Entertainment als High Up Girls benannt.

### 2020: Debüt mitStar to a Young Culture

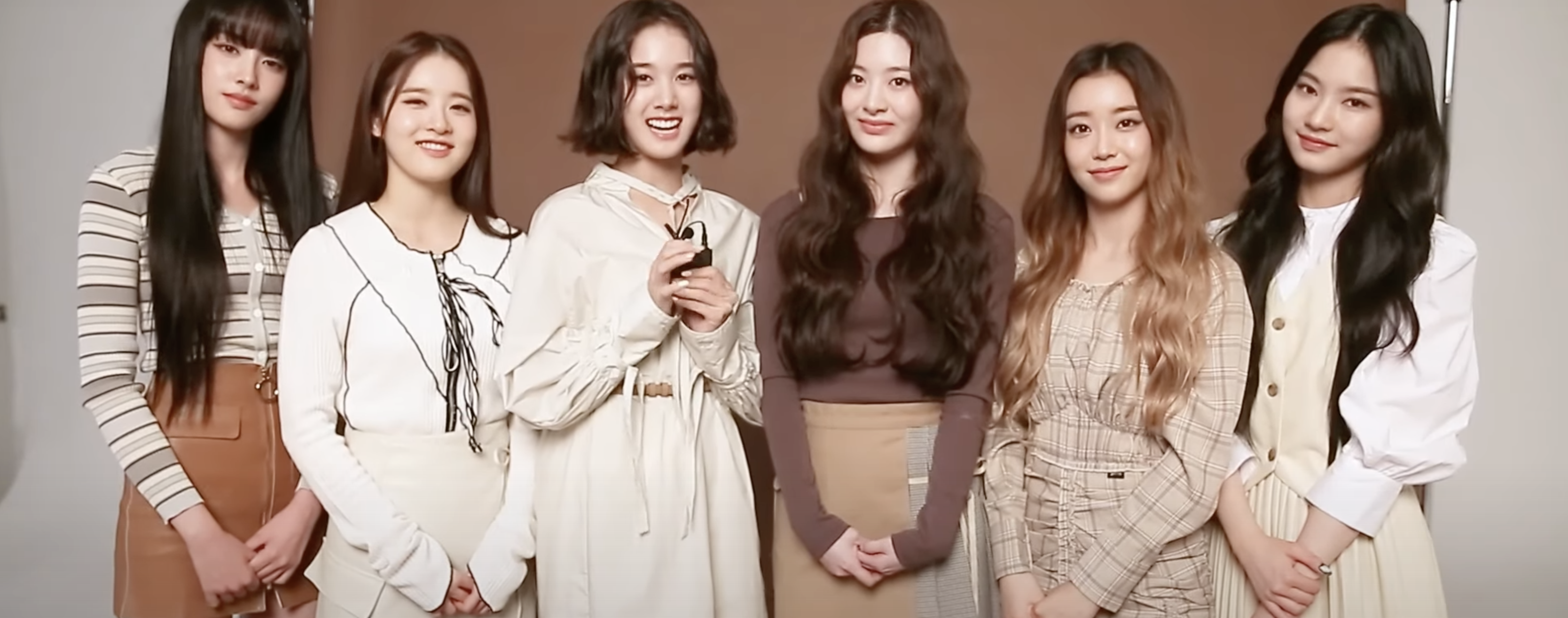
STAYC im November 2020

STAYC ist ein Akronym für „Star To A Young Culture“. Der Name der Gruppe soll „das Ziel der Band widerspiegeln, die Popkultur zu dominieren“.
High Up Entertainment gab am 8. September 2020 bekannt, dass sie ihre erste Girlgroup vorstellen würde. Am 8. Oktober teilte High Up Entertainment mit, dass die Gruppe im November debütieren würde. Die Mitglieder wurden vom 12. bis 14. Oktober paarweise in der Reihenfolge Sieun / Isa, Seeun / J und Sumin / Yoon vorgestellt. Am 22. Oktober wurde der Titel ihres Single-Albums mit Star to a Young Culture und die erste Single mit So Bad bekannt gegeben. Der Teaser-Zeitplan wurde am selben Tag veröffentlicht. Über den YouTube-Kanal von 1theKOriginals wurde vor der Veröffentlichung des Albums Werbung gemacht. Dazu gehörten Dance-Cover von Gruppen wie Blackpink, BTS und Stray Kids, die über 1 Million Aufrufe erhielten sowie ein Coversong von Twice und Red Velvet, das über 2 Millionen Aufrufe erhielt.
Am 12. November debütierte STAYC offiziell mit dem Single-Album Star to a Young Culture und der Single So Bad. Das Musikvideo So Bad erschien am gleichen Tag auf YouTube und wurde in den ersten 24 Stunden über 2,6 Millionen Mal angesehen. Bereits am ersten Tag wurden mehr als 4.300 Alben verkauft, die meisten Exemplare einer Debüt-Girlgroup im Jahr 2020. In der ersten Woche wurden mehr als 10.000 Tonträger verkauft, womit es das erste Debütalbum einer Girlgroup im Jahr 2020 war, dem dies gelang. STAYC bewarb das Album durch ein V-Live-Debüt-Showcase, bei dem sowohl die erste Single So Bad als auch die B-Seite Like This vorgestellt wurden. Die Gruppe gab ihr Musikshow-Debüt am 13. November 2020 in „Music Bank“, gefolgt von Auftritten bei „Show Champion“, SBS „Inkigayo“ und „The Show“.

### 2021:StaydomundStereotype

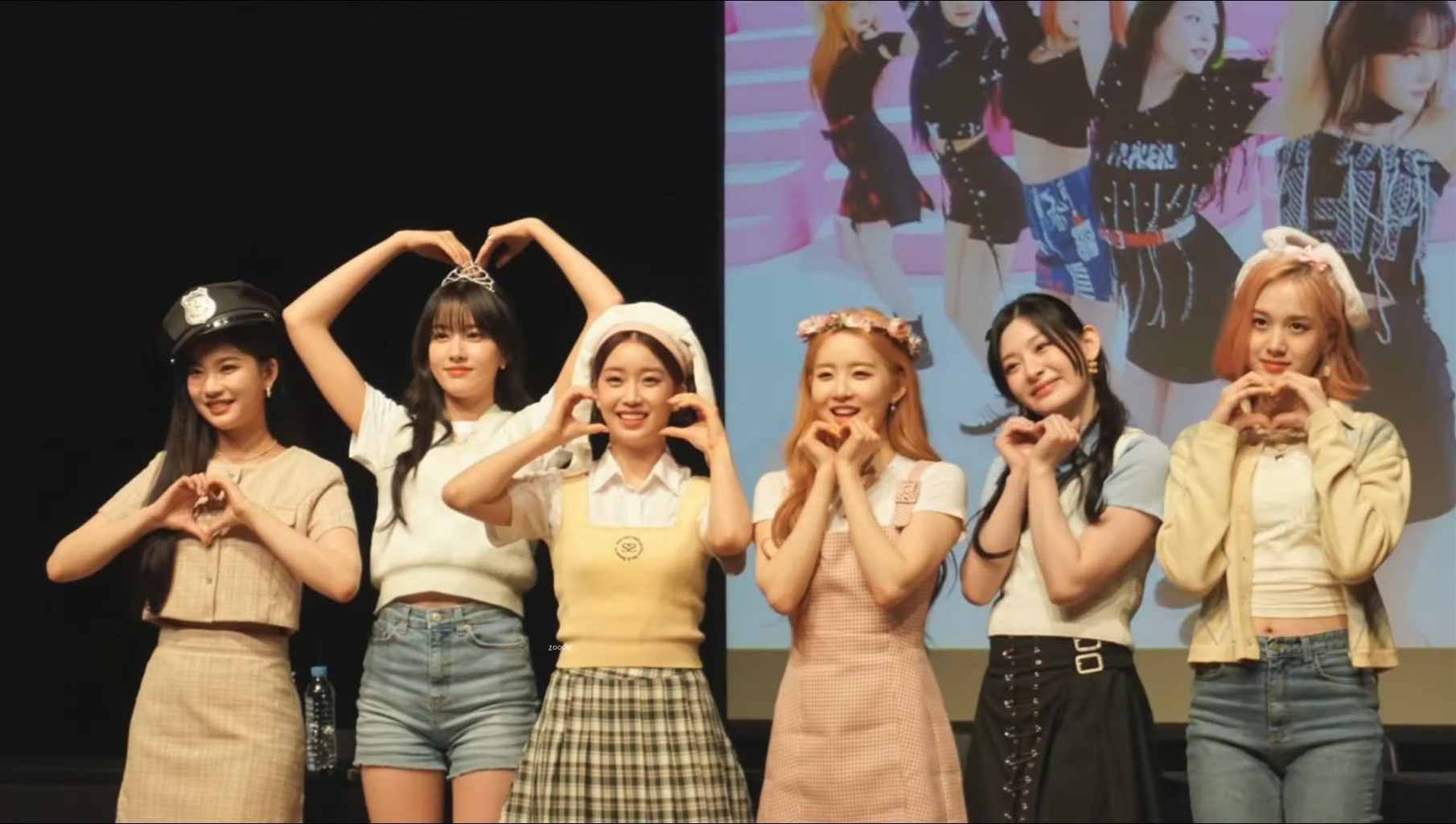
STAYC im Mai 2021

In der Dokumentationsserie „K-Pop Evolution“ von YouTube Originals wurde am 1. April 2021 STAYC gezeigt, in der ihr Ausbildungs- und Debütprozess dokumentiert wurden.
Am 8. April veröffentlichte die Gruppe ihr zweites Single-Album Staydom und dessen Titelsong ASAP. Gleichzeitig wurde das Musikvideo ASAP veröffentlicht.
Das erste Mini-Album Stereotype erschien am 6. September, zusammen mit der gleichnamigen Lead-Single und dem zugehörigen Musikvideo.
Am 14. September siegte die Gruppe erstmalig in der Musikshow „The Show“ von SBS M.

### 2022:Young-Luv.com,We Need Love, Fantreffen undPoppy

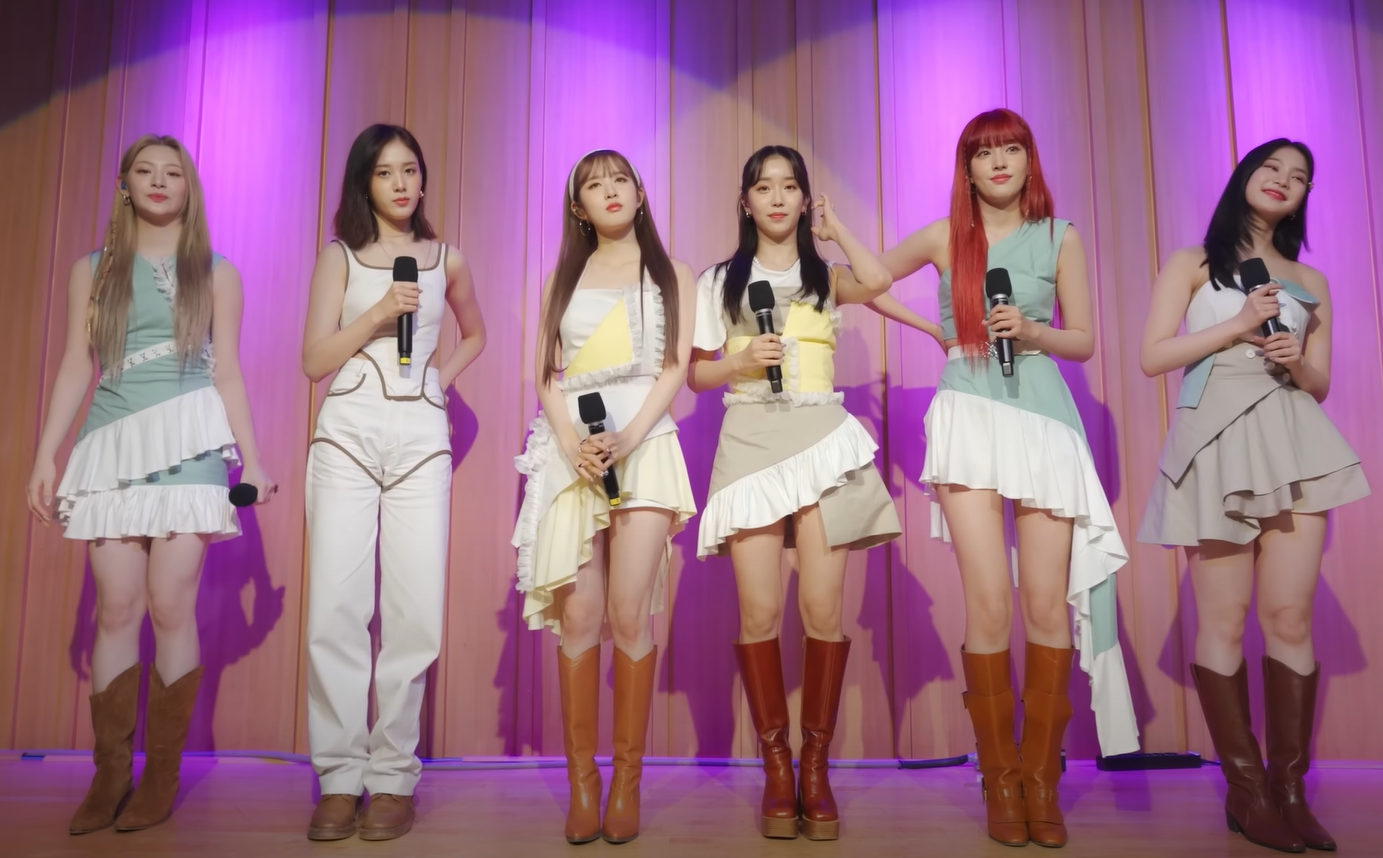
STAYC im August 2022

Am 21. Februar 2022 veröffentlichte STAYC ihr zweites Mini-Album Young-Luv.com mit der Lead-Single Run2U und dem Musikvideo. Young-Luv.com wurde das erste Album der Gruppe auf Platz eins der Circle Album Charts. Run2U erreichte Platz 4 der Circle Digital Charts.
High Up Entertainment kündigte am 14. Juli an, dass STAYC im August ihr erstes Fantreffen abhalten würde.
Das dritte Single-Album We Need Love mit der Lead-Single Beautiful Monster und dem zugehörigen Musikvideo erschien am 19. Juli.
Das Fantreffen „See you on August 13th“ fand am 13. August in der Daeyang-Hall der Sejong-Universität in Seoul statt. Ihr japanisches Debüt gab die Gruppe am 23. November mit der Single Poppy. Das Musikvideo Poppy erschien vorab am 16. November auf YouTube.

### 2023:Teddy Bear,Teenfresh,Litund Welttournee Teenfresh

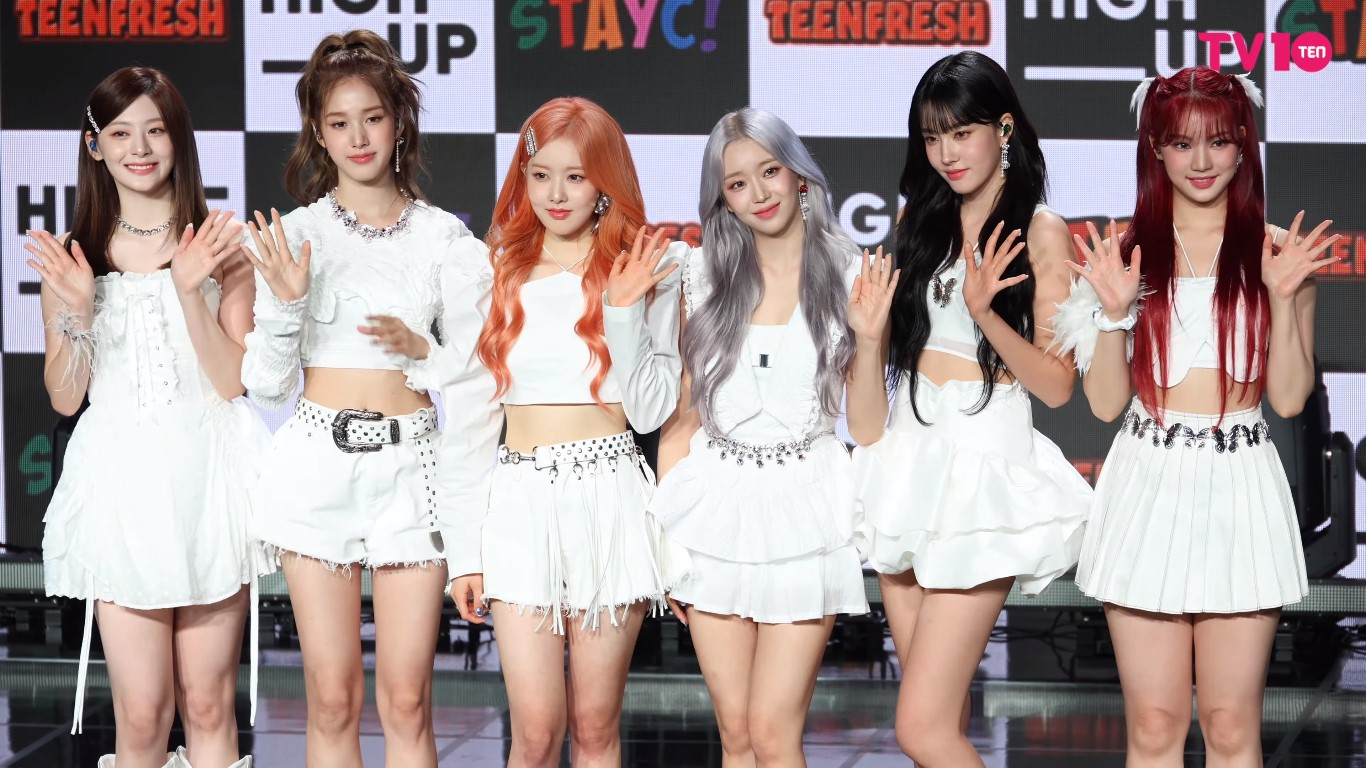
STAYC im August 2023

Am 18. Januar 2023 gab High Up Entertainment bekannt, dass STAYC im Februar ein weiteres Album veröffentlichen würde. STAYC veröffentlichte am 14. Februar ihr viertes Single-Album Teddy Bear mit der gleichnamigen Lead-Single und dem zugehörigen Musikvideo. Das Album stieg auf Platz eins der südkoreanischen Circle Album Charts ein. Die Single erreichte Platz vier der Circle Digital Charts und Platz fünf der Billboard South Korea Songs.
Am 23. Juli wurde bekannt gegeben, dass STAYC ein weiteres Album veröffentlichen würde.
Am 27. Juli wurde offiziell bekannt gegeben, dass STAYC ihre erste Welttournee unternehmen würde.
Das dritte Mini-Album Album Teenfresh mit dem Titelsong Bubble und dem gleichnamigen Musikvideo erschien am 16. August.
Der erste Teil der Welttournee „Teenfresh“ startete mit Konzerten am 23. und 24. September in Seoul, ging weiter am 11. Oktober in New York, am 13. Oktober in Chicago, am 17. Oktober in San Antonio, am 19. Oktober in Dallas, am 24. Oktober in Seattle, am 26. Oktober in San Francisco und endete am 29. Oktober in Los Angeles.
Am 5. Dezember wurde vorab das Musikvideo Lit zum japanischen Single-Album veröffentlicht. Das dritte japanische Singlealbum Lit erschien am 6. Dezember in Japan.

### 2024: Welttournee Teenfresh,Metamorphic,Meowund...I
Der zweite Abschnitt der Welttournee startete am 14. Januar 2024 in Taipeh, führte am 20. Januar nach Hongkong und endete am 16. Februar in Singapur.
High Up Entertainment kündigte am 3. Juni das erste Studioalbum von STAYC an. Am 1. Juli erschien das Studioalbum Metamorphic mit dem Titelsong Cheeky Icy Thang und dem gleichnamigen Musikvideo.
Am 20. August erschien vorab das Musikvideo Meow zum gleichnamigen vierten japanischen Singlealbum auf YouTube. Das Singlealbum Meow wurde am 21. August veröffentlicht.
Am 30. Oktober veröffentlichte die Gruppe das koreanische digitale Singlealbum ...I, das aus dem Titeltrack GPT und der B-Seite Meant To Be besteht. Das Musikvideo GPT wurde am gleichen Tag auf YouTube veröffentlicht. Die japanische Version von GPT erschien am 13. November als Singlealbum in Japan zusammen mit dem Track Tell Me Now.

### 2025:[S], Stay Tuned undI Want It
Am 10. Februar 2025 wurde mitgeteilt, dass STAYC ihre zweite Welttournee „Stay Tuned“ unternehmen würde. High Up Entertainment gab am 24. Februar bekannt, dass STAYC ihr fünftes Single-Album im März veröffentlichen würde.
Das digitale Single-Album [S] erschien zusammen mit dem Musikvideo des Titelsongs Bebe am 18. März.
Der Auftakt zur Tournee „STAY TUNED“ erfolgte mit zwei Konzerten am 12. und 13. April in der Olympic Hall im Olympic Park Seoul. Weitere Konzerte folgten am 5. Juni in Osaka, am 7. Juni in Tokio, am 28. Juni in Jakarta, am 3. Juli in Sydney, am 5. Juli in Melbourne, am 8. Juli in Brisbane, am 11. Juli in Auckland und am 19. Juli in Bangkok.
Am 3. Juli gab High Up Entertainment bekannt, dass die Gruppe noch im Juli eine Single veröffentlichen würde. Das Musikvideo I Want It erschien am 21. Juli vorab auf YouTube.

## Mitglieder
| Bild (2022) | Name       | Geburtsname           | Geburtstag (Alter)    | Geburtsort | Position                                |
| ----------- | ---------- | --------------------- | --------------------- | ---------- | --------------------------------------- |
|             | Sumin 수민 | Bae Su-min 배수민     | 13. März 2001 (24)    | Pohang     | Team leader (bis April 2023) Vocal, Rap |
|             | Sieun 시은 | Park Si-eun 박시은    | 1. August 2001 (23)   | Seoul      | Co-leader (seit April 2023) Vocal       |
|             | Isa 아이사 | Lee Chae-young 이채영 | 23. Januar 2002 (23)  | Busan      | Lead Vocal                              |
|             | Seeun 세은 | Yoon Se-eun 윤세은    | 14. Juni 2003 (22)    | Pyeongtaek | Co-leader (seit April 2023) Vocal       |
|             | Yoon 윤    | Sim Ja-yun 심자윤     | 14. April 2004 (21)   | Gwangju    | Lead Vocal                              |
|             | J 재이     | Jang Ye-eun 장예은    | 4. Dezember 2004 (20) | Daejeon    | Vocal, Rap                              |

## Fanclub
Swith (koreanisch 스윗) ist der offizielle Name des Fanclubs von STAYC. Die Mitglieder gaben den Namen am 31. Dezember 2020 mit einem Video bekannt und sagten, dass Swith eine Kombination aus dem Anfangsbuchstaben von STAYC und with ist, was „Zusammen mit STAYC“ oder „Ich werde an STAYCs Seite sein“ bedeutet und Menschen repräsentiert, die immer bei STAYC sind. Da die Aussprache auf Koreanisch wie „süß“ klingt, erwähnte die Gruppe, dass es auch „nur STAYCs süßer und liebenswerter Fan“ bedeutet.
Die Mitgliedschaft im Fanclub gilt ca. ein Jahr und ist kostenpflichtig. Der Fanclub wird auf der Fan-Plattform Weverse gehostet. Am 1. Oktober 2024 hatte Swith 779.000+ Mitglieder, am 16. April 2025 waren es 853.000 Mitglieder, am 18. Juni 2025 waren es 876.000 Mitglieder.

## Diskografie

### Studioalben
| Jahr | Titel Musiklabel                  | Höchstplatzierung, Gesamtwochen, AuszeichnungChartsChartplatzierungen (Jahr, Titel, Musiklabel, Platzierungen, Wochen, Auszeichnungen, Anmerkungen) | Anmerkungen                        |
| Jahr | Titel Musiklabel                  | KR | Anmerkungen                        |
| ---- | --------------------------------- | --- | ---------------------------------- |
| 2024 | Metamorphic High Up Entertainment | KR3 (3 Wo.)KR | Erstveröffentlichung: 1. Juli 2024 |

### EPs
| Jahr | Titel Musiklabel                    | Höchstplatzierung, Gesamtwochen, AuszeichnungChartplatzierungen (Jahr, Titel, Musiklabel, Platzierungen, Wochen, Auszeichnungen, Anmerkungen) | Höchstplatzierung, Gesamtwochen, AuszeichnungChartplatzierungen (Jahr, Titel, Musiklabel, Platzierungen, Wochen, Auszeichnungen, Anmerkungen) | Anmerkungen                             |
| Jahr | Titel Musiklabel                    | KR | JP | Anmerkungen                             |
| ---- | ----------------------------------- | --- | --- | --------------------------------------- |
| 2021 | Stereotype High Up Entertainment    | KR2 (44 Wo.)KR | JP25 (1 Wo.)JP | Erstveröffentlichung: 6. September 2021 |
| 2022 | Young-Luv.com High Up Entertainment | KR1 Platin · (18 Wo.)KR | JP44 (1 Wo.)JP | Erstveröffentlichung: 21. Februar 2022  |
| 2023 | Teenfresh High Up Entertainment     | KR3 Platin · (2 Wo.)KR | JP45 (1 Wo.)JP | Erstveröffentlichung: 16. August 2023   |

### Single-Alben
| Jahr | Titel Musiklabel                              | Höchstplatzierung, Gesamtwochen, AuszeichnungChartsChartplatzierungen (Jahr, Titel, Musiklabel, Platzierungen, Wochen, Auszeichnungen, Anmerkungen) | Anmerkungen                             |
| Jahr | Titel Musiklabel                              | KR | Anmerkungen                             |
| ---- | --------------------------------------------- | --- | --------------------------------------- |
| 2020 | Star to a Young Culture High Up Entertainment | KR6 (52 Wo.)KR | Erstveröffentlichung: 12. November 2020 |
| 2021 | Staydom High Up Entertainment                 | KR9 (52 Wo.)KR | Erstveröffentlichung: 8. April 2021     |
| 2022 | We Need Love High Up Entertainment            | KR2 Platin · (7 Wo.)KR | Erstveröffentlichung: 19. Juli 2022     |
| 2023 | Teddy Bear High Up Entertainment              | KR1 Platin · (9 Wo.)KR | Erstveröffentlichung: 14. Februar 2023  |
| 2024 | ...l High Up Entertainment                    | — | Erstveröffentlichung: 30. Oktober 2024  |

### Singles
| Jahr | Titel Album                    | Höchstplatzierung, Gesamtwochen, AuszeichnungChartplatzierungen (Jahr, Titel, Album, Platzierungen, Wochen, Auszeichnungen, Anmerkungen) | Höchstplatzierung, Gesamtwochen, AuszeichnungChartplatzierungen (Jahr, Titel, Album, Platzierungen, Wochen, Auszeichnungen, Anmerkungen) | Anmerkungen                             | [↑]: gemeinsam behandelt mit vorhergehendem Eintrag; [←]: in beiden Charts platziert |
| Jahr | Titel Album                    | KR | JP | Anmerkungen                             |                                                                                      |
| ---- | ------------------------------ | --- | --- | --------------------------------------- | ------------------------------------------------------------------------------------ |
| 2020 | So Bad Star to a Young Culture | KR159 (1 Wo.)KR | — | Erstveröffentlichung: 12. November 2020 |                                                                                      |
| 2021 | ASAP Staydom                   | KR9 Platin (Streaming) · (43 Wo.)KR | — | Erstveröffentlichung: 8. April 2021     |                                                                                      |
| 2021 | Stereotype (색안경) Stereotype | KR27 (13 Wo.)KR | — | Erstveröffentlichung: 6. September 2021 |                                                                                      |
| 2022 | Run2U Young-Luv.com            | KR4 (22 Wo.)KR | — | Erstveröffentlichung: 21. Februar 2022  |                                                                                      |
| 2022 | Star Our Blues OST             | KR170 (1 Wo.)KR | — | Erstveröffentlichung: 2022              |                                                                                      |
| 2022 | Beautiful Monster We Need Love | KR44 (10 Wo.)KR | — | Erstveröffentlichung: 19. Juli 2022     |                                                                                      |
| 2022 | Poppy –                        | KR19 (15 Wo.)KR | JP13 (19 Wo.)JP | Erstveröffentlichung: 23. November 2022 |                                                                                      |
| 2023 | Teddy Bear                     | KR4 (46 Wo.)KR | JP5 (4 Wo.)JP | Erstveröffentlichung: 14. Februar 2023  |                                                                                      |
| 2023 | Bubble Teddy Bear              | KR11 (31 Wo.)KR | — | Erstveröffentlichung: 16. August 2023   |                                                                                      |
| 2023 | Lit –                          | — | JP3 (6 Wo.)JP | Erstveröffentlichung: 6. Dezember 2023  |                                                                                      |
| 2024 | Cheeky Icy Thang Metamorphic   | KR118 (4 Wo.)KR | JP7 (3 Wo.)JP | Erstveröffentlichung: 1. Juli 2024      |                                                                                      |
| 2024 | Meow –                         | —[JP: ↑] | JP7 (3 Wo.)JP | Erstveröffentlichung: 2024              |                                                                                      |
| 2024 | GPT ...l                       | KR165 (1 Wo.)KR | JP6 (4 Wo.)JP | Erstveröffentlichung: 2024              |                                                                                      |
| 2024 | Tell Me Now –                  | —[JP: ↑] | JP6 (4 Wo.)JP | Erstveröffentlichung: 2024              |                                                                                      |

## Musikvideos
| Titel                      | Veröffentlichung  |
| -------------------------- | ----------------- |
| So Bad                     | 12. November 2020 |
| ASAP                       | 8. April 2021     |
| Stereotype                 | 6. September 2021 |
| Run2U                      | 21. Februar 2022  |
| Beautiful Monster          | 19. Juli 2022     |
| Poppy                      | 16. November 2022 |
| Teddy Bear                 | 14. Februar 2023  |
| Teddy Bear (Japanese Ver.) | 4. April 2023     |
| Bubble                     | 16. August 2023   |
| Lit                        | 5. Dezember 2023  |
| Cheeky Icy Thang           | 1. Juli 2024      |
| Meow                       | 20. August 2024   |
| GPT                        | 30. Oktober 2024  |
| Bebe                       | 18. März 2025     |
| I Want It                  | 21. Juli 2025     |

## Auszeichnungen

### Preisverleihungen
2021
- Asia Artist Awards – New Wave Singer Award[66]
- Asia Model Awards – Rookie of the Year[67]
- Brand Customer Loyalty Awards – Female Rookie Idol Award[68]
- Korea Culture Entertainment Awards – K-Pop Star Award[69]
- Melon Music Awards – 1theK Original Content Award[70]
- The Fact Music Awards – Next Leader Award[71]

2022
- Brand Customer Loyalty Awards – Female Idol (Rising Star)[72]
- Circle Chart Music Awards – Discovery Hot Trend of the Year[73]
- Golden Disc Awards – Rookie of the Year Award[74]
- Golden Disc Awards – Digital Song Bonsang für ASAP[75]
- Melon Music Awards – Global Rising Artist[76]
- Seoul Music Awards – Best Performance[77]

2023
- Asia Artist Awards – Best Musician Award[78]
- Circle Chart Music Awards – World Rookie of the Year[79]
- Hanteo Music Awards – Artist of the Year (Bonsang)[80]
- K Global Heart Dream Awards – K Global Bonsang (Main Prize)[81]
- Melon Music Awards – Music Video of the Year für Bubble[82]

2024
- Asia Star Entertainer Awards – The Best Star[83]
- Circle Chart Music Awards – New Icon of the Year für Teddy Bear[84]
- Golden Disc Awards – Digital Song Bonsang für Teddy Bear[85]